# Ermania
Ermania é um género botânico pertencente à família Brassicaceae.